# Benomyl
Benomyl ist ein Fungizid aus der Klasse der Benzimidazole. Es wurde im Jahr 1968 vom Unternehmen DuPont entwickelt. Bereits in den 1970er Jahren kam es zu Resistenzen.

## Darstellung
Benomyl kann ausgehend von Chlorameisensäuremethylester und Cyanamid hergestellt werden. Diese beiden Komponenten reagieren zu Methylcyanocarbamat, das wiederum mit o-Phenylendiamin zu Carbendazim umgesetzt wird. Durch nukleophile Addition an Butylisocyanat entsteht Benomyl.

## Verwendung und Wirkungsweise
Benomyl ist ein systemisches Blatt-Fungizid mit breitem Wirkspektrum. Es kann sowohl vorbeugend als auch zur Heilung verschiedener Pilzerkrankungen bei Pflanzen zum Einsatz kommen. So wirkt es zum Beispiel im Weinanbau und Anbau von Gemüse gegen Botrytis und gegen Echten Mehltau.
Bei Aufnahme von Benomyl entsteht der aktive Metabolit Carbendazim. Es bindet an Mikrotubuli, welche für wichtige Prozesse wie intrazellulärer Transport und Zellteilung verantwortlich sind, wodurch das Wachstum der Pilze gehemmt wird.

## Zulassung
In den EU-Staaten einschließlich Deutschland und Österreich sowie in der Schweiz sind keine Pflanzenschutzmittel
mit diesem Wirkstoff zugelassen. Die letzten Zulassungen liefen 2003 aus.

## Benomyl-Entscheidung
Nachdem es 1974 zu katastrophalen Ernteausfällen kam, verklagte ein Altländer Bauer den Konzern DuPont. In der Apfelschorf II-Entscheidung vom 17. März 1981 entschied das BGH, dass es eine Produktbeobachtungspflicht des Warenherstellers nach Inverkehrgabe des Produkts gäbe.